# Талдыкин, Иван Гордеевич
Иван Гордеевич Талдыкин (14 августа 1910, Путивль — 16 марта 1945, Полчин-Здруй) — советский лётчик-истребитель, подполковник ВВС СССР; одержал 8 воздушных побед в Великой Отечественной войне.

## Биография
Родился 14 августа 1910 года в Путивле (Курская губерния, ныне Сумская область). В РККА с 1933 года.  Окончил лётное училище в 1938 году. В 1939—1940 годах воевал на фронтах советско-финской войны, был тяжело ранен. 26 января 1940 года награждён орденом Красной звезды «за образцовое выполнение боевых заданий командования на фронте борьбы с финской белогвардейщиной и проявленные при этом доблесть и мужество».
На фронте Великой Отечественной войны с 22 июня 1941 года, воевал против люфтваффе. Служил в 236-м, 509-м, 519-м и 88-м истребительных авиаполках ВВС РККА, с 17 декабря 1942 по 3 мая 1943 года командовал 516-м истребительным авиаполком. Несколько раз был ранен. Согласно газете «Сталинский сокол» от 14 августа 1942 года, будучи комиссаром полка, во время одного из боёв Талдыкин сбил немецкий штурмовик Junkers Ju 88 огнём из пушки и пулемётов, затем принял бой против двух Messerschmitt Bf.109 и был ранен; комиссара Талдыкина спас старший лейтенант Степаренко, отогнав немцев от самолёта комиссара. После лечения Талдыкин вернулся на фронт. Всего совершил 201 боевой вылет за всю войну, одержав 8 воздушных побед.
В феврале 1944 года Талдыкин был откомандирован в Войско Польское, где возглавил 1-й истребительный авиационный полк «Варшава», также был инструктором польских лётчиков. Он участвовал в боях за Польшу от Варки до Колобжега (Кольберга).
16 марта 1945 года в 9 часов утра поступили сообщения о том, что под Колобжегом высадились немецкие подкрепления. В связи с плохими метеоусловиями (сильные утренние морозы, грязь и лёд) не удавалось совершить хотя бы один вылет, чтобы провести разведку погоды и вражеских сил. К полудню пошёл дождь, до него дежурным экипажам трижды объявлялась и затем отменялась тревога. Позже Талдыкину в обед пришёл приказ отправить штурмовики и уничтожить немецкий десант под Колобжегом — с Талдыкиным отправился майор польских ВВС Лисецкий. Капитан Баев сообщил о низкой облачности и плохих условиях, однако Талдыкин своего решения не изменил. За время полёта облачность усилилась, видимость резко снизилась. При попытке вернуться назад самолёты Талдыкина и Лисецкого чуть не столкнулись, однако Талдыкин, пытаясь избежать столкновения, резко пошёл вверх: его самолёт потерял скорость, резко задрал нос, вильнул хвостом и, перевернувшись через крыло, сорвался в штопор. Спасти машину или выжить лётчику не удалось. Падение произошло около Полчин-Здруя.
Талдыкин был похоронен в Быдгоще сначала на улице Гданьской около костёла, а затем на улице Артиллерийской, его имя носят улицы в быдгощском районе Фордон и городе Свидвин.

## Награды
- орден Красного Знамени (29 июля 1942) — за образцовое выполнение боевых заданий Командования на фронте борьбы с немецкими захватчиками[11]
- два ордена Отечественной войны I степени
  - 7 апреля 1945 — за образцовое выполнение боевых заданий Командования на фронте борьбы с немецкими захватчиками и проявленные при этом доблесть и мужество[12]
  - 6 мая 1945 (посмертно) — за образцовое выполнение боевых заданий Командования на фронте борьбы с немецкими захватчиками и проявленные при этом доблесть и мужество[13]
- орден Красной Звезды (26 января 1940)[13]
- медаль «За боевые заслуги» (3 ноября 1944)[14][13] — за долголетнюю и безупречную службу в Красной Армии[15]
- Орден Virtuti militari V класса[2]